# Stylus (aanwijsapparaat)

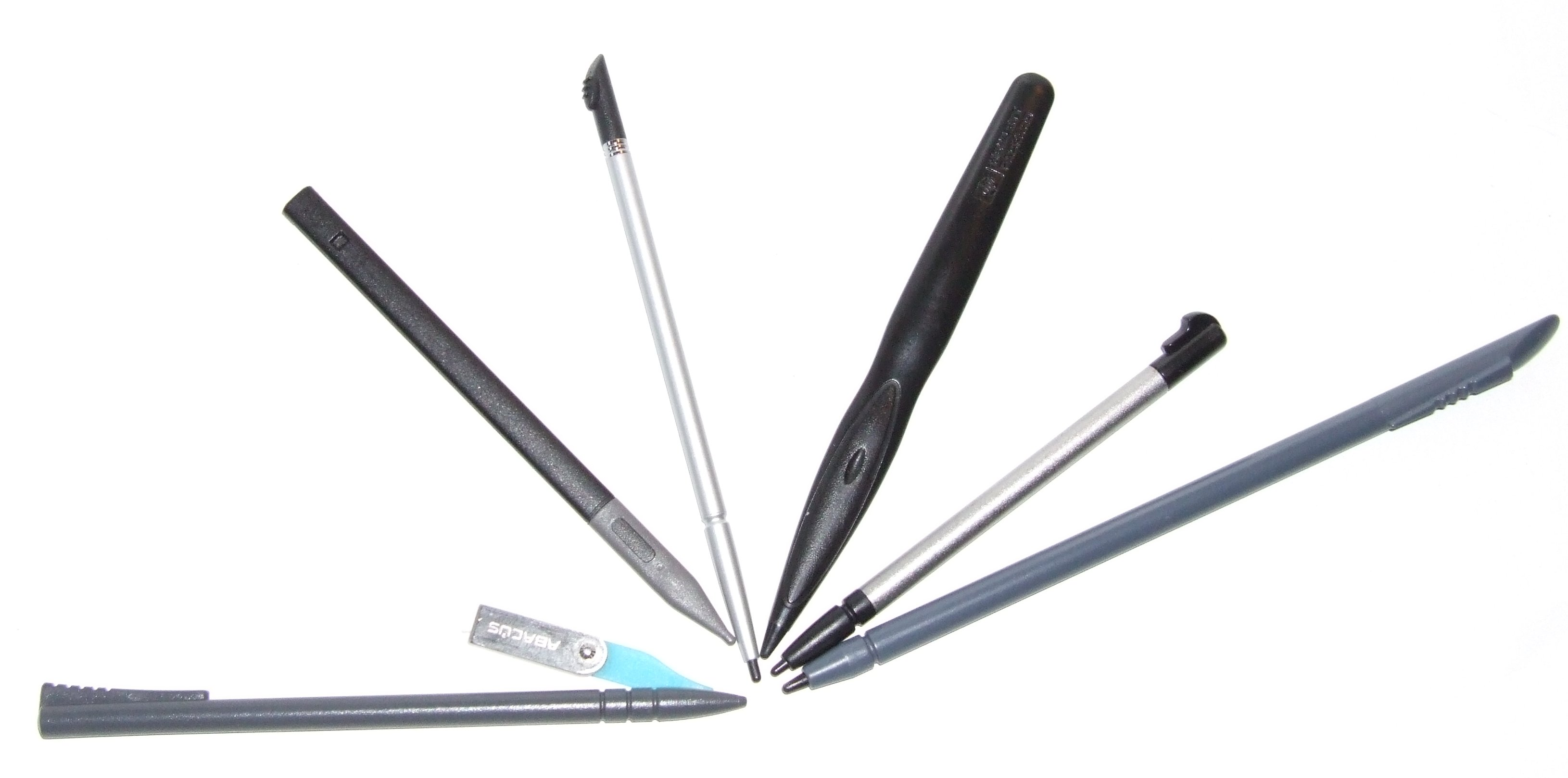
Voorbeelden van moderne stylussen. (Van links naar rechts: PalmPilot Professional, Fossil Wrist PDA, Nokia 770, Audiovox XV6600, HP Jornada 520, Sharp Zaurus 5500, Fujitsu Lifebook P-1032)

Een stylus ([stɑjləs]) is een plastic of metalen stift om een aanraakscherm mee te bedienen, met name bij smartphones of tablets. Het heeft een vergelijkbare functie als een computermuis, waarbij een muisklik vervangen wordt door een tikje tegen het scherm. Ook klikken of sleepacties kunnen met een stylus worden bewerkstelligd. De meeste pda's hebben een speciale inkeping waarin de stylus bewaard kan worden.
Een stylus wordt ook gebruikt voor de bediening van een grafisch tableau of tablet-pc. Een stylus voor een pda kan meestal niet uitgewisseld worden met die van een tablet-pc omdat de gebruikte techniek verschilt. Bij een pda gebeurt de registratie van een aanraking door middel van een drukgevoelig scherm, een klik zou ook bewerkstelligd kunnen worden door een gewone pen (af te raden omdat het scherm beschadigd zou kunnen worden) of door een vinger (niet praktisch omdat de vinger groter is dan de meeste knoppen en bijgevolg onnauwkeurig). Bij een tablet-pc is de pen voorzien van elektronica, wat het geheel dus duurder maakt.

## Trivia
- Bij tablet-pc's is soms als optie een speciaal touwtje, tether, te krijgen om verlies te voorkomen.
- De Nintendo DS- en 3DS-series van Nintendo maken ook gebruik van een stylus. Deze wordt hier vaak bij geleverd.